# Nassarius fraterculus
Nassarius fraterculus är en snäckart som först beskrevs av Dunker 1860.  Nassarius fraterculus ingår i släktet nätsnäckor, och familjen Nassariidae. Inga underarter finns listade i Catalogue of Life.